# Lijst van beschermd erfgoed in de gemeente Echternach
In deze lijst van beschermd erfgoed in de gemeente Echternach zijn alle geclassificeerde nationale monumenten van de Luxemburgse gemeente Echternach opgenomen.

## Monumenten per plaats

### Echternach
| Object | Bouwjaar/architect | Locatie | Datum beschermd?                                           | Coördinaten                   | Afbeelding |
| --- | ------------------ | --- | ---------------------------------------------------------- | ----------------------------- | ---------- |
| Basiliek van Echternach, met plein en aanliggende terreinen |                    | Porte St. Willebrord                                                                                          | 10 november 1989 (MN)                                      | 49° 48' 48" NB, 6° 25' 18" OL |            |
| Oud toevluchtsoord, bewoond door refractaire Luxemburgers tijdens de nazi-bezetting van het land, gelegen op een plek genaamd «Loetzert» |                    | | 2 december 1988 (MN)                                       |                               |            |
| Gebouwen |                    | op een plaats genaamd «Schwarzacht»                                                                           | 8 september 1989, 14 september 1989, 21 december 1989 (MN) |                               |            |
| Gebouwen |                    | op een plaats genaamd «Schwarzacht», onderbouw een deel van de architectonische complex van de Romeinse villa | 2 december 1988 (MN)                                       |                               |            |
| Oude versterkingen van de stad Echternach met muren en torens |                    | | 4 maart 1936 (MN)                                          |                               |            |
| Sint-Petrus en Pauluskerk en omliggende terreinen |                    | | 28 december 1961 (MN)                                      | 49° 48' 45" NB, 6° 25' 23" OL |            |
| Park van Echternach, met gebouwen, paviljoen, weiden, tuinen en meer |                    | | 20 april 1965 (MN)                                         |                               |            |
| Kapel Sainte-Croix en omliggende terreinen |                    | | 27 mei 1963 (MN)                                           |                               |            |
| Deel van de oude spoorweg, begrensd aan de zuidoost zijde door de brug Sûre |                    | | 6 maart 1968 (MN)                                          |                               |            |
| Gebouw «Denzelt» |                    | op een plaats genaamd «Place du Marché»                                                                       | 4 juni 1974 (MN)                                           | 49° 48' 46" NB, 6° 25' 14" OL |            |
| Orgel in de kerk Ste-Marie, gebouwd door J. Bätz & Co uit Nederland | 1845               | | 11 december 2002 (MN)                                      |                               |            |
| Gevel, ramen en deuren van het huis |                    | 18 rue de la Montagne                                                                                         | 4 augustus 1936 (MN)                                       |                               |            |
| Gebouw met gebouwen, pleinen en bijgebouwen |                    | | 30 april 1993 (IS)                                         |                               |            |
| Huis met plaats |                    | | 30 november 1981 (IS)                                      |                               |            |
| Huis |                    | | 24 februari 1938 (IS)                                      |                               |            |
| Portaal van het voormalige klooster van de Clarissen in Echternach, met inbegrip van het oude beeld van Onze-Lieve-Vrouw, geplaatst in een nis boven het portaal |                    | | 14 maart 1938 (IS)                                         |                               |            |
| Huis met loods en plaats |                    | 30 rue de la Sûre                                                                                             | 26 juli 1974 (IS)                                          |                               |            |
| Huis |                    | 20 rue de la Sûre                                                                                             | 24 februari 1938 (IS)                                      |                               |            |
| Huis |                    | 24 rue de la Sûre                                                                                             | 24 februari 1938 (IS)                                      |                               |            |
| Huis |                    | | 24 februari 1938 (IS)                                      |                               |            |
| Boerderij genaamd «Mélickshof» |                    | | 7 september 1987 (IS)                                      |                               |            |
| Huizen |                    | rue Hoveleck 9 en 11                                                                                          | 24 februari 1938 (IS)                                      |                               |            |
| Gebouw |                    | rue de la Chapelle 29                                                                                         | 22 december 2006 (IS)                                      |                               |            |
| Gebouw |                    | route de Diekirch 7                                                                                           | 5 februari 2007 (IS)                                       |                               |            |
| Place du Marché met de mondingen van de rue de la Gare, rue André-Duchscher, rue du Haut-Ruisseau, rue de Luxembourg, rue Devant-le-Marché, rue de la Montagne, en de hele straat rue des Ecoliers en rue Porte St-Willibrord met de mond van de straat rue des Merciers |                    | Place du Marché                                                                                               | 9 augustus 2004 (IS)                                       | 49° 48' 45" NB, 6° 25' 13" OL |            |
| Haus |                    | 4 rue Ste Claire; Kadastersectie. B, Nr. 1176                                                                 | 15 mei 2012 (IS)                                           | 49° 48' 42" NB, 6° 25' 23" OL |            |

### Lauterborn
| Object                 | Bouwjaar/architect | Locatie | Datum beschermd?     | Coördinaten | Afbeelding |
| ---------------------- | ------------------ | ------- | -------------------- | ----------- | ---------- |
| Kasteel van Lauterborn |                    |         | 25 oktober 1945 (IS) |             |            |

## Bron
- Liste des immeubles et objets classés monuments nationaux ou inscrits à l'inventaire supplémentaire